# Jiří Hoblík
Jiří Hoblík (* 6. listopadu 1966 Praha) je český religionista, vysokoškolský učitel, překladatel a farář Českobratrské církve evangelické. V současné době (2023) přednáší na Filosofické fakultě Univerzity Jana Evangelisty Purkyně v Ústí nad Labem, kde působí v rámci Katedry filozofie a humanitních studií a vyučuje religionistiku, etiku a filosofii náboženství.

## Studium
V letech 1986 až 1989 studoval na pražské Karlově univerzitě na Fakultě žurnalistiky (jejíž nástupkyní je dnes Fakulta sociálních věd). Odtud v roce 1989 přešel na Evangelickou teologickou fakultu Univerzity Karlovy, jejíž magisterské studium dokončil v roce 1996.
Během studia absolvoval dva zahraniční studijní pobyty, a to:
- 2 semestry na univerzitě v Marburgu (v letech 1993–1994)
- 1 semestr na univerzitě v Bonnu (v roce 1995)

Mezi roky 1999 a 2005 byl studentem religionistiky v rámci denního postgraduálního studijního programu opět na Evangelické teologické fakultě Karlovy univerzity. Vedoucím jeho práce byl prof. ThDr. Milan Balabán.

## Profesní působení
Od října 1999 do ledna 2007 byl farářem ve sboru Českobratrské církve evangelické v Libici nad Cidlinou. Od roku 2003 současně působí na Univerzitě Jana Evangelisty Purkyně v Ústí nad Labem. Nejprve na Katedře společenských věd Pedagogické fakulty téže univerzity, od roku 2007 na Katedře politologie a filozofie Filozofické fakulty tamtéž. (Vedené vysokoškolské kurzy (přednášky a cvičení): 1) Úvod do religionistiky; 2) Systematická religionistika; 3) Religionistika; 4) Estetika náboženství; 5) Filosofie náboženství – starověk / Starověká filosofie a náboženství; 6) Filosofie náboženství – novověk; 7) Filosofie lásky; 8) Řecká, římská a křesťanská filosofie dějin; 9) Úvod do etiky; 10) Systematická etika; 11) Stát a náboženství; 12) Technologický věk; 13) Život a smrt v dějinách náboženství; 14) Proroci; 15) Náboženské konflikty.) Je spoluautorem Etického kodexu UJEP.
V letech 2005-2022 působil v Akademii věd České republiky, kde bádal v rámci tamního Biblického centra a od roku 2019 prosazuje nové zkoumání helénismu.
Roku 2012 se habilitoval na ETF UK prací "Myšlenkově schůdné stezky mezi Jeruzalémem a Athénami".

## Dílo
Jiří Hoblík je autorem několika monografií, které dokládají jeho zaměření na literární kritiku hebrejské literatury a souvislost hebrejského a filosofického myšlení. Pravidelně přispívá do řady odborných a náboženských periodik (například časopis Český bratr a další).

### Knihy
- Zlomky L.K.: 166 otázek Ludvíku Kunderovi (s 18 apendixy) (Masarykova univerzita, Brno, 1993, ISBN 978-80-210-0701-7)
- Pouštěj svůj chléb po vodě… (Centrum pro studium demokracie a kultury, 1999, ISBN 80-85959-51-8) – uspořádání sborníku k životnímu jubileu prof. Balabána[6]
- Proroci, jejich slova a jejich svět (Vyšehrad, 2009, ISBN 978-80-7021-948-5)[2]
- Der Streit um die Prophetie (Nakladatelství Dr. Kovač, 2012, ISBN 978-3-8300-6334-6)[7]
- Myšlenkově schůdné cesty mezi Jeruzalémem a Athénami: Náboženskofilosofické konfrontace I. (Filosofická fakulta UJEP v Ústí nad Labem, 2012, ISBN 978-80-7414-548-3)[8]
- Myšlenkově schůdné cesty mezi Jeruzalémem a Athénami: Náboženskofilosofické konfrontace II. (Filosofická fakulta UJEP v Ústí nad Labem, 2017, ISBN 978-807561-054-6)
- Filosofické procházky českou a ruskou literaturou (Filosofická fakulta UJEP v Ústí nad Labem, 2017, ISBN 978-807561-070-6) – uspořádání sborníku

### Ostatní
- O nenásilí uprostřed násilí (Chelčický a Tolstoj): Aneb setkání mezi 15. a 19. stoletím, Petrohrad 2012.[9]